# Oksana Kotova
Oksana Kotova, kazahstanska smučarska tekačica, * 21. december 1974.
Za Kazahstan je nastopila na zimskih olimpijskih igrah 1994.